# Cincocaina
La  cincocaina o dibucaina è un principio attivo, un anestetico locale di tipo ammidico.

## Usi
La cincocaina è uno degli anestetici locali a lunga durata d'azione più potenti e tossici, per questo motivo l'uso corrente è limitato all'anestesia spinale e topica. Viene usata come principio attivo in alcune creme per emorroidi. È anche un componente di un farmaco veterinario utilizzato per l'eutanasia di cavalli e bovini .

## Effetti collaterali
Fra gli effetti collaterali riscontrati: comparsa di edema, infiammazioni e ascessi.